# Дернове
Дернове́ — село в Україні, у Тростянецькій міській громаді Охтирського району Сумської області. Населення становить 512 осіб. Колишній орган місцевого самоврядування — Дернівська сільська рада. 
Після ліквідації Тростянецького району 19 липня 2020 року село увійшло до Охтирського району.

## Географія
Село Дернове знаходиться на правому березі річки Дернова, яка через 0,5 км впадає в річку Ворсклиця, вище за течією на відстані 2,5 км розташоване село Семереньки.

## Символіка
Герб: у золотому полі синій хвилястий вилоподібний хрест відсікає вгорі зелену главу, в якій золота дубова гілка з жолудями. Обабіч хреста дві чорні тернові гілки з зеленими листками й синіми ягодами. Щит увінчаний сільською геральдичною короною з колосками. 
Багато хто вважає герб села промовистим через дві гілочки терену. Для того щоб він таким важався має бути зображений саме дерен (кизил).
Прапор: квадратне полотнище, верхня та нижня смуги жовтого кольору, із кутів від древка до центру прапора відходить зелений клин, на якому жовта дубова гілка з жолудями. Між клином і жовтими смугами йде синій хвилястий вилоподібний хрест (ширина рамен рівна 1/10 сторони прапора). На жовтих смугах по одній чорній терновій гілці з зеленими листками й синіми ягодами.

## Історія
За даними на 1864 рік у казеному селі, центрі Дернівської волості Охтирського повіту Харківської губернії, мешкало 836 осіб (409 чоловічої статі та 427 — жіночої), налічувалось 116 дворових господарств, існувала православна церква.
Станом на 1914 рік кількість мешканців зросла до 1950 осіб.

## Відомі люди
В селі народився Гудзенко Пантелеймон Петрович — український архівіст, археограф, історик.